# Ferdinand Bol
Pour les articles homonymes, voir Bol.

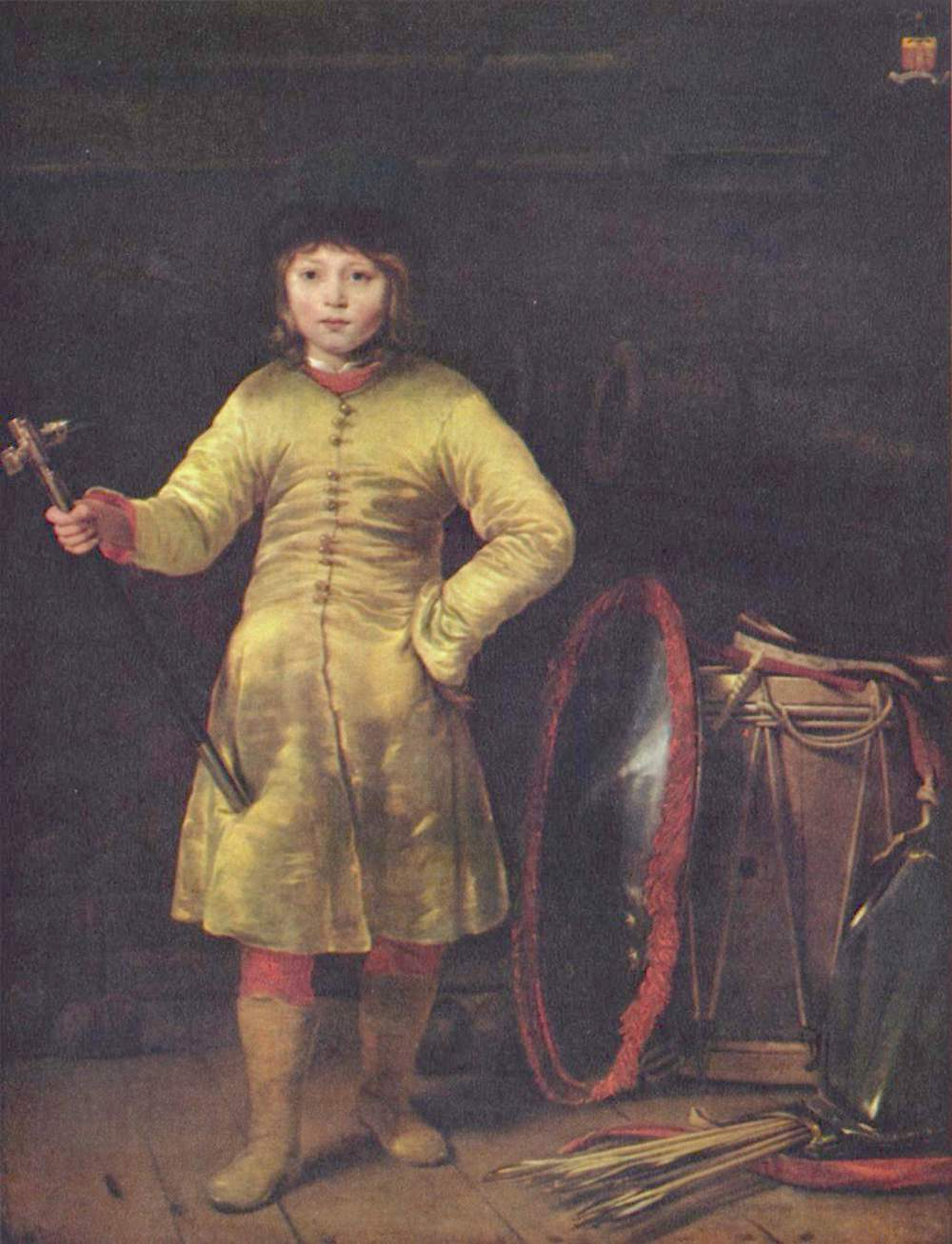
Portrait d'un garçon, huile sur toile,, 1656 (Musée Boijmans Van Beuningen, Rotterdam).

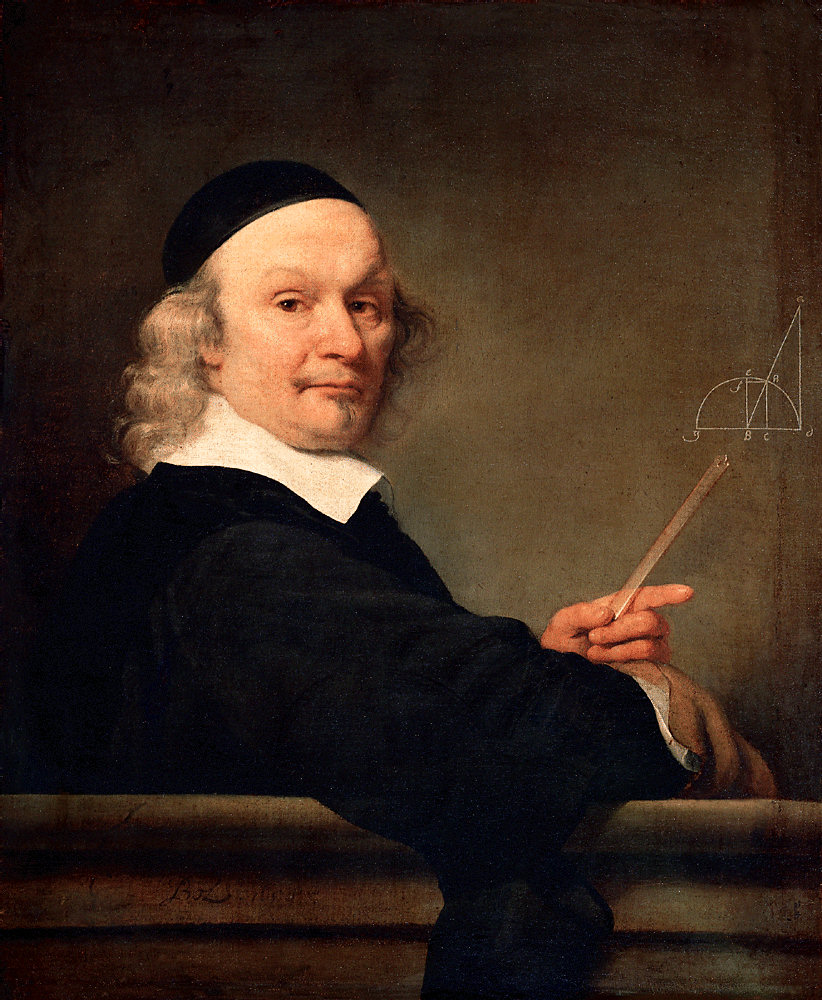
Portrait d'un mathématicien, huile sur toile,, 1658 (Musée du Louvre, Paris).

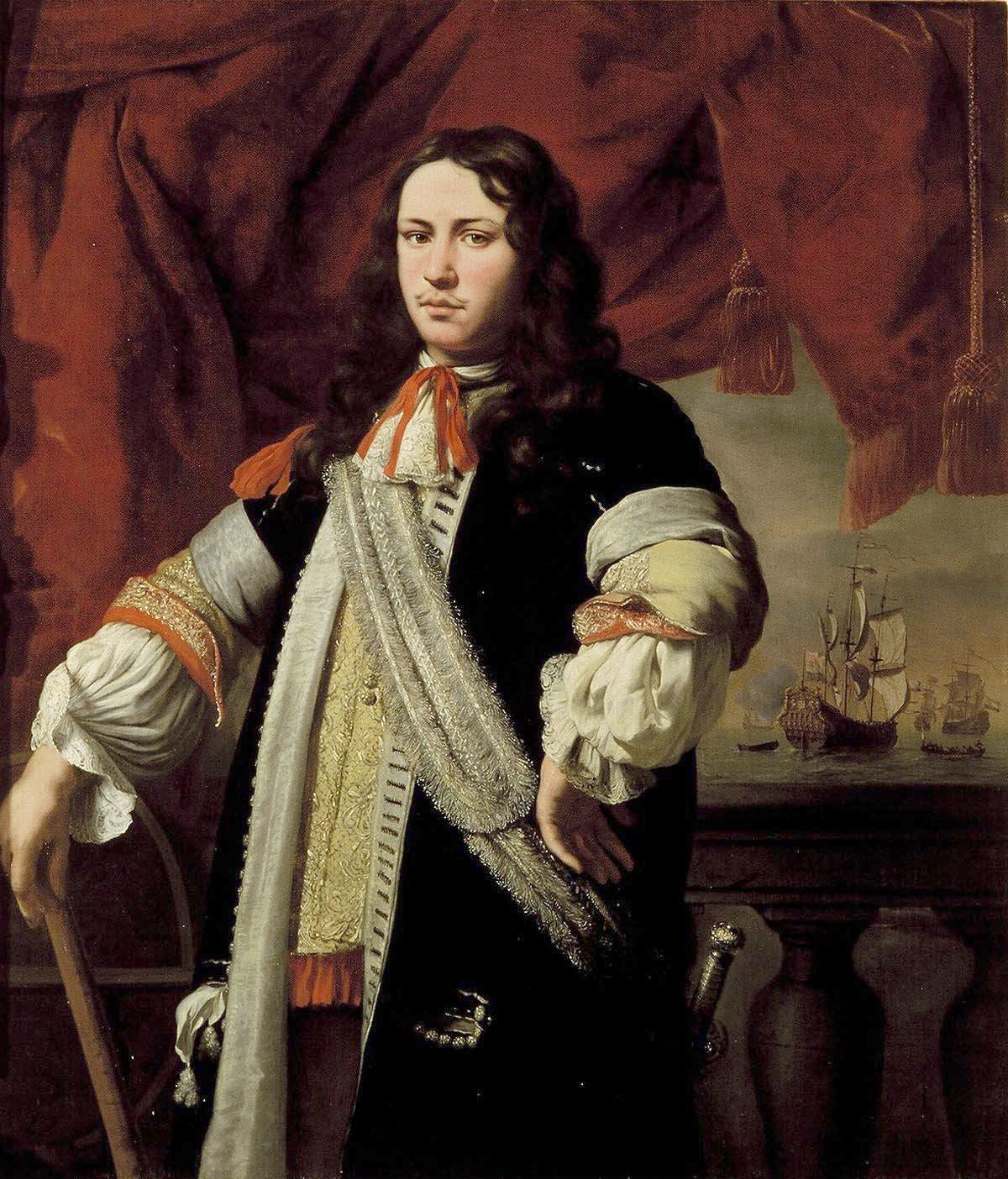
Portrait de Engel De Ruyter, 1669 (Mauritshuis, La Haye).

Ferdinand Bol, né à Dordrecht vers juin 1616 et mort à Amsterdam vers juillet 1680, est un peintre, graveur et dessinateur du siècle d'or néerlandais, auteur de portraits et de tableaux sur des sujets bibliques. Il fut l'un des meilleurs élèves de Rembrandt.

## Biographie
Ferdinand Bol naît vers juin 1616 (il est baptisé le 24 juin 1616) à Dordrecht, ville où son père exerce la profession de maître-chirurgien.
C'est vraisemblablement à Utrecht qu'il commence son apprentissage, sous l'égide de Jacob Cuyp. À Utrecht, il a également pu avoir pour maître Abraham Bloemaert. En 1635, il est cité comme « Ferdinandus bol, schilder [peintre] » dans quelques documents de Dordrecht, sur lesquels figure également sa signature. Sa première œuvre datée remonte cependant à 1642.
Avant cela, vers 1635, il part pour Amsterdam, où il devient apprenti dans l'atelier de Rembrandt. Il restera actif dans cette ville jusqu'à la fin de sa vie. Premier témoin de son séjour chez Rembrandt, son prénom – « ferdijnandus » – apparaît au dos d'un dessin du maître réalisé à la sanguine vers 1636 d'après une peinture de Lastman. En date du 30 août 1640, Bol est mentionné comme témoin de Rembrandt dans un acte notarié.
Bon nombre d’œuvres de Bol seront pendant longtemps attribuées à Rembrandt lui-même, qui vendra aussi des tableaux dont son élève était l’auteur. Lors d’une visite de Rembrandt à Ferdinand Bol, Rembrandt réalise un portrait du père de ce dernier, Balthasar Bol. C'est seulement après la mort de son père, survenue en 1641, que Ferdinand Bol s’établit comme peintre indépendant. 
En 1652, il est inscrit comme bourgeois d’Amsterdam. En 1653, il épouse la fille d’un marchand, Elisabeth Dell, et vit au Voorburgwal, au sud-ouest de la ville, à côté de la banque nationale de Lening. En 1655, il devient le chef de la guilde des peintres. Ferdinand Bol réalise des œuvres pour l’Amirauté d’Amsterdam, ainsi que pour l’hôtel de ville (devenu aujourd’hui le palais royal de Dam).
En 1660, sa femme meurt et, en 1669, il épouse en secondes noces Anna Van Erckel. Le couple déménage au no 472 du Keizersgracht, dans un immeuble conçu par Adriaan Dortsman, où aujourd'hui se trouve le musée Van Loon. Son second mariage lui apporte une certaine aisance matérielle, si bien qu'à partir de ce moment, il ne peint plus qu’à de très rares occasions. Il s’occupe alors de la direction d'une léproserie. À la fin de sa vie, il part habiter chez son fils, Elbert, un avocat du Herengracht.
Ferdinand Bol meurt en juillet 1680 à Amsterdam. Il y est enterré le 24 dans la Zuiderkerk (« église du sud »), dans laquelle on peut voir l’une de ses œuvres.

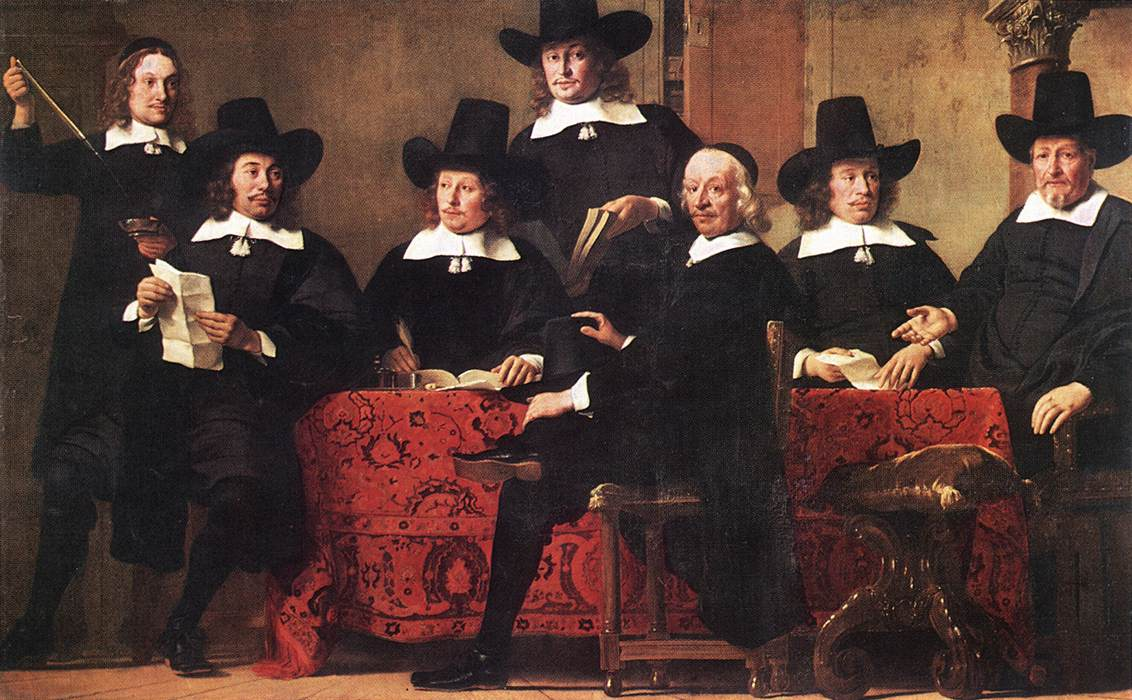
Les Présidents de la guilde des marchands de vin d'Amsterdam, huile sur toile, 1663 (Alte Pinakothek, Munich).

## Style pictural
Les œuvres de Ferdinand Bol appartiennent au style baroque. Il compte parmi les « vieux maîtres hollandais ».
À Amsterdam, après 1650, il rencontra beaucoup de succès en tant que portraitiste. Il réalisa entre autres des portraits de Michiel et Engel de Ruyter, Jacob Van Campen et David De Wildt. Ses meilleures œuvres datent de la période allant de 1650 à 1669. Le portrait d’Elisabeth Bas (Rijksmuseum, Amsterdam), témoigne d’une forte influence de Rembrandt, à ce point qu'il fut considéré jusqu'en 1911 comme étant une œuvre de ce dernier (et encore aujourd'hui, certains contestent la réattribution de ce tableau en faveur de Bol). On connaît de lui aussi quelques autoportraits.
Aux environs de 1645, il changea son style. Son œuvre devint plus pathétique, bien que l’influence de Rembandt demeure toujours visible, notamment dans l’application du clair-obscur et celle de la couleur (rose). La lumière et les accessoires utilisés font également penser à Rembrandt.

## Tableaux
- Elisabeth Bas, v. 1642, huile sur toile, 118 × 91 cm, Rijksmuseum, Amsterdam[7]
- Jeune femme à la fenêtre, fin des années 1640, huile sur toile, 100 × 84 cm, musée de l'Ermitage, Saint-Petersbourg[8]
- Éliézer et Rébecca au puits , huile sur toile, 171 x 171,8 cm, vers 1645-1646, musée du Louvre, Paris[9]
- Jeune Polonais, 1656
- Les Régentes de la léproserie d'Amsterdam, 1668
- Jeune fille au balcon, Luxembourg, Collection Bentinck-Thyssen[10]

## Dessins
Beaux-Arts de Paris :
- Le Songe de Jacob (Genèse 28 : 10-22)[11], plume, encre brune, H. 178 ; L. 196 mm. Le Songe de Jacob a été illustré aussi bien par Rembrandt que par ses élèves, mais Ferdinand Bol l'a traité plus souvent qu'aucun autre. Sumowski situe le dessin de ce talentueux élève vers 1645, mais Frits Lugt et d'autres le situent vers 1638-1642. Ce dessin correspond pleinement au style de Rembrandt[12].
- Nature morte avec des instruments de musique, et livret[13], plume et encre brune, lavis brun et gris-brun, H. 97 ; L. 84 mm. Datée après 1650 par Sumowski. Le nom de Bol apparaît en bas à droite dans la marge. Ce sujet atypique est très rare dans l'œuvre du peintre, bien qu'il soit caractéristique de son style. Bol n'a peint aucune nature morte, à l'exception d'une Nature morte au gibier de 1646, signée et datée (musée de l'Ermitage, Saint-Pétersbourg). A noter qu'il est rarissime que des instruments de musique fassent exclusivement l'objet d'une nature morte, comme c'est ici le cas[14].

## Gravures
Ferdinand Bol est l'un des rares élèves de Rembrandt à pratiquer l'art de la gravure. Il réalise vingt-deux eaux-fortes dans un style très rembranesque, dont La Femme à la poire en 1651.

## Musées
Aux Pays-Bas, les œuvres de Bol ornent bon nombre de bâtiments publics. Ainsi, à Amsterdam, dans le cabinet des bourgmestres et échevins de l’ancien hôtel de ville, on peut voir de lui des tableaux de cheminée. Des peintures qui décoraient le 's Lands Zeemagazijn, actuel Nederlands Scheepvaartmuseum (le Musée de la Marine), ont quant à elles été perdues lors d’un incendie qui frappa le bâtiment en 1791. On trouve également de ses œuvres dans les hôtels de ville de Leyde, Gouda et Enkhuizen. Ses portraits font cependant plus souvent partie de collections privées.
En France, le musée du Louvre possède huit toiles de F. Bol.
On peut trouver des œuvres de Ferdinand Bol dans les musées suivants, entre autres :
- Dordrechts Museum à Dordrecht (Autoportrait à l’âge de trente ans et Vénus, Paris et Amour)
- Museum Boijmans van Beuningen à Rotterdam (Jeune Polonais, 1656)
- Rijksmuseum à Amsterdam (De Regentessen van het Leprozenhuis van Amsterdam, 1668)
- Alte Pinakothek à Munich
- National Gallery à Londres
- Musée du Louvre à Paris
- Musée de l'Ermitage à Saint-Pétersbourg
- Gemäldegalerie Alte Meister à Dresde
- Fine Arts Museums of San Francisco à San Francisco
- J. Paul Getty Museum à Los Angeles
- Metropolitan Museum of Art à New York
- Museum of Fine Arts à Houston
- Mauritshuis, La Haye